# Uromys neobritannicus
Uromys neobritannicus är en däggdjursart som beskrevs av Tate och Archbold 1935. Uromys neobritannicus ingår i släktet nakensvansade råttor och familjen råttdjur. Inga underarter finns listade.
Denna gnagare lever endemisk på ön Niu Briten som tillhör Bismarckarkipelagen. Arten når i kulliga områden 500 meter över havet. Djuret är bara känt från ett fåtal fynd. Det antas att individerna lever ensam och att de vistas på marken. Ett exemplar hittades i regnskogen. Arten hotas av skogsavverkningar och listas av IUCN som nära hotad (NT).